# Nanhu (sockenhuvudort i Kina, Hubei Sheng, lat 31,17, long 115,00)
Nanhu (kinesiska: 南湖) är en sockenhuvudort i Kina. Den ligger i provinsen Hubei, i den centrala delen av landet, omkring 94 kilometer nordost om provinshuvudstaden Wuhan. Antalet invånare är 16 593. Befolkningen består av 6 823 kvinnor och 9 770 män. Barn under 15 år utgör 4,0 %, vuxna 15-64 år 91 %, och äldre över 65 år 4,0 %.
Runt Nanhu är det tätbefolkat, med 331 invånare per kvadratkilometer. Närmaste större samhälle är Macheng, 2,6 km nordost om Nanhu. Trakten runt Nanhu består till största delen av jordbruksmark.
Genomsnittlig årsnederbörd är 1 671 millimeter. Den regnigaste månaden är juli, med i genomsnitt 316 mm nederbörd, och den torraste är januari, med 36 mm nederbörd.